# Lustige Sieben

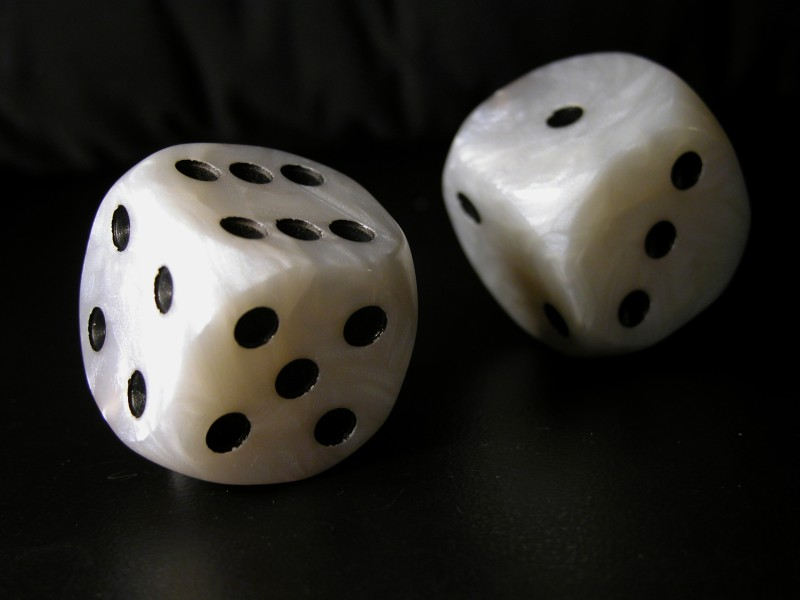
Spielwürfel

Lustige Sieben, engl. Merry Seven, frz. Jeu du Sept ist ein historisches Würfelspiel. 
Die folgende Beschreibung stützt sich auf Meyers Konversationslexikon von 1908.

## Die Regeln
Lustige Sieben ist ein Hazardspiel mit zwei Würfeln und einer Tafel (Teppich, Tapis, Tableau) nachstehender Gestalt.
| 7  |    |
| 2  | 3  |
| 4  | 5  |
| 6  | 8  |
| 9  | 10 |
| 11 | 12 |

Die Pointeure setzen auf eine beliebige Zahl. Der Bankier würfelt und zahlt den gefallenen Nummern den doppelten, den mit ihr auf einer Längsseite des Spielplans stehenden Nummern den einfachen Satz, das übrige zieht er ein. Fallen also z. B. sechs Augen, so gewinnt der Satz auf 6 doppelt und die auf 2, 4, 9, 11 einfach, während 7, 3, 5, 8, 10, 12 verlieren.
Die 7 ist ein Refait, wenn diese fällt, dann zahlt die Bank den etwa auf 7 stehenden Satz dreifach aus (das heißt, setzt jemand eine Einheit auf die Sieben, so erhält er im günstigen Fall einen Gewinn von drei Einheiten, mit seinem Einsatz erhält er also vier Einheiten zurück) und zieht alle anderen ein.
Da bei zwei Würfeln die Summe der Augen am häufigsten 6 – 8 beträgt, werden diese Nummern auch zumeist belegt.

## Analyse
Die Lustige Sieben ist ein für den Bankhalter sehr vorteilhaftes Spiel.
| Wette auf | Bankvorteil |
| --------- | ----------- |
| 2, 12     | 13,89 %     |
| 3, 11     | 11,11 %     |
| 4, 10     | 8,33 %      |
| 5, 9      | 5,56 %      |
| 6, 8      | 2,78 %      |
| 7         | 33,33 %     |

Die für den Spieler nachteiligste Wette ist die Wette auf die Sieben; selbst wenn der Bankhalter bei Einsätzen auf die Sieben einen 4 : 1-Gewinn auszahlt (vgl. Craps), beträgt der Bankvorteil noch immer 16,67 %.